# Tapura
Tapura là một chi thực vật có hoa trong họ A tràng (Dichapetalaceae).

## Các loài
- Tapura acreana (Ule) Rizzini
- Tapura africana Oliv.
- Tapura amazonica Poepp.
- Tapura bouquetiana N.Hallé & Heine
- Tapura bullata Standl.
- Tapura capitulifera Baill.
- Tapura carinata Breteler
- Tapura colombiana Cuatrec.
- Tapura coriacea J.F. Macbr.
- Tapura costata Cuatrec.
- Tapura cubensis (Poepp.) Griseb.
- Tapura ferreyrae Prance
- Tapura fischeri Engl.
- Tapura follii Prance
- Tapura guianensis Aubl.
- Tapura haitiensis Urb. & Ekman
- Tapura julianii J.F. Macbr.
- Tapura juruana (Ule) Rizzini
- Tapura lanceolata (Ducke) Rizzini
- Tapura latifolia Benth.
- Tapura letestui N. Halle & Heine
- Tapura lujae De Wild.
- Tapura magnifolia Prance
- Tapura mexicana Prance
- Tapura neglecta N. Halle & Heine
- Tapura orbicularis Ekman ex Urb.
- Tapura panamensis Prance
- Tapura peruviana K. Krause
- Tapura singularis Ducke
- Tapura tchoutoi Breteler
- Tapura tessmannii (K. Krause) Prance
- Tapura wurdackiana Prance